# Nyssodrysina polyspila
Nyssodrysina polyspila là một loài bọ cánh cứng trong họ Cerambycidae.